# Cimetière Saint-Vincent

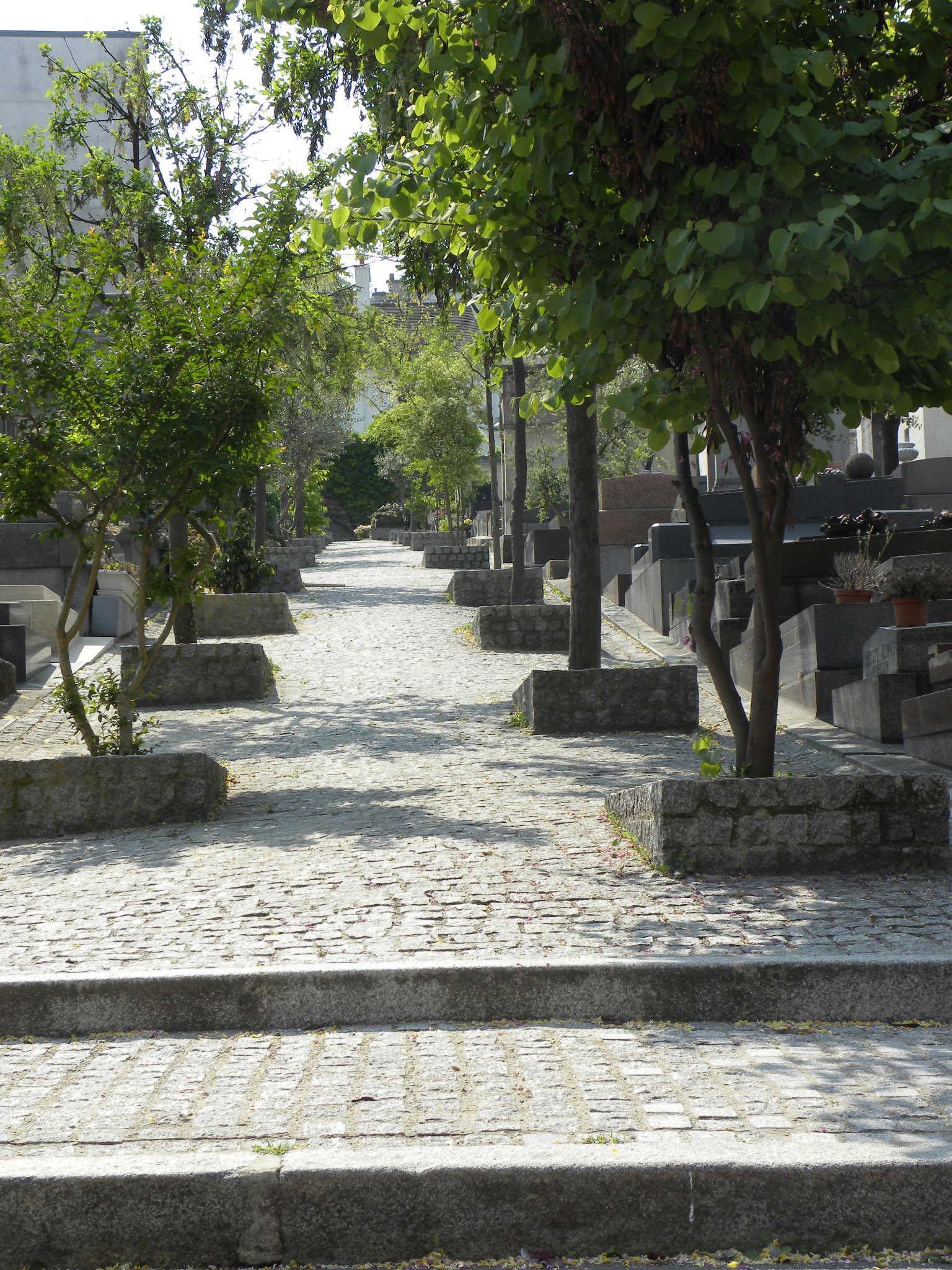
Hoofdweg op het kerkhof

De begraafplaats cimetière Saint-Vincent ligt in Montmartre. Deze begraafplaats werd geopend toen de begraafplaats cimetière du Calvaire te klein werd.
Saint-Vincent werd geopend op 5 januari 1831. Het was de tweede begraafplaats in Montmartre. Hij ligt vlak bij Place du Tertre en de Sacré-Cœur.

## Beroemde personen die er begraven liggen
- Eugène Boudin, (1824-1898), schilder
- Théophile-Alexandre Steinlen, (1859-1923), schilder
- Paul Sédir (Yvon Le Loup), (1871-1926), schrijver, filosoof
- Arthur Honegger, (1892-1955), componist
- Maurice Utrillo, (1883-1955), schilder
- Marcel Aymé (1902-1967), schrijver
- Marcel Carné, (1906-1996), filmregisseur

## Galerij

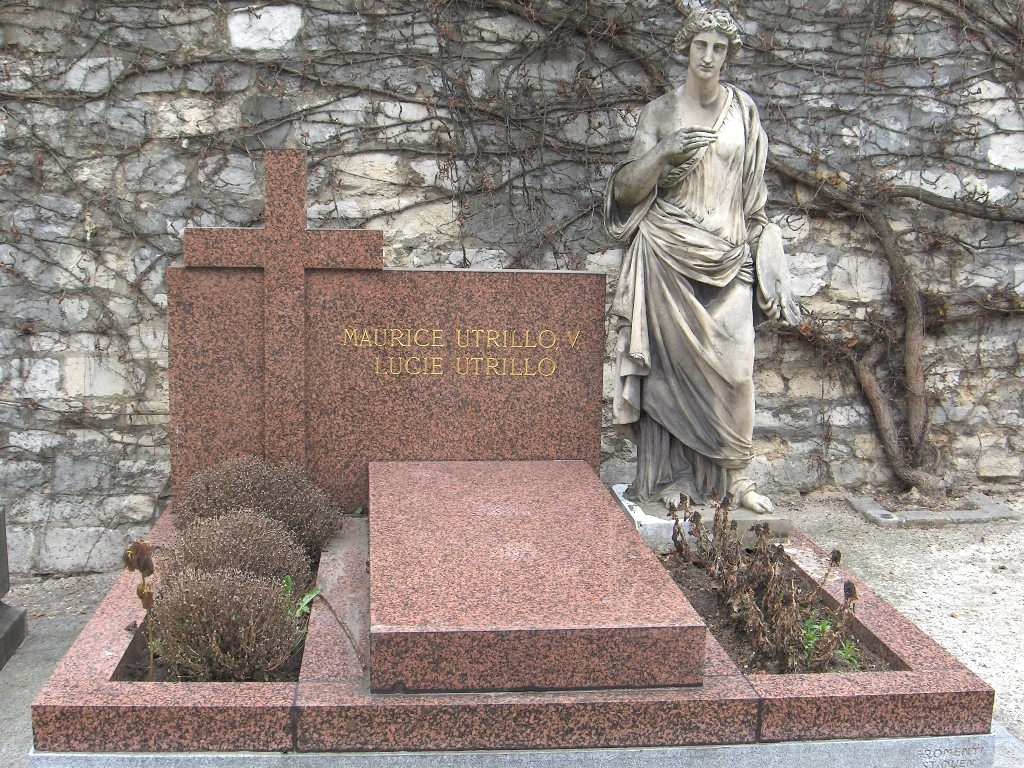
graf van Maurice Utrillo
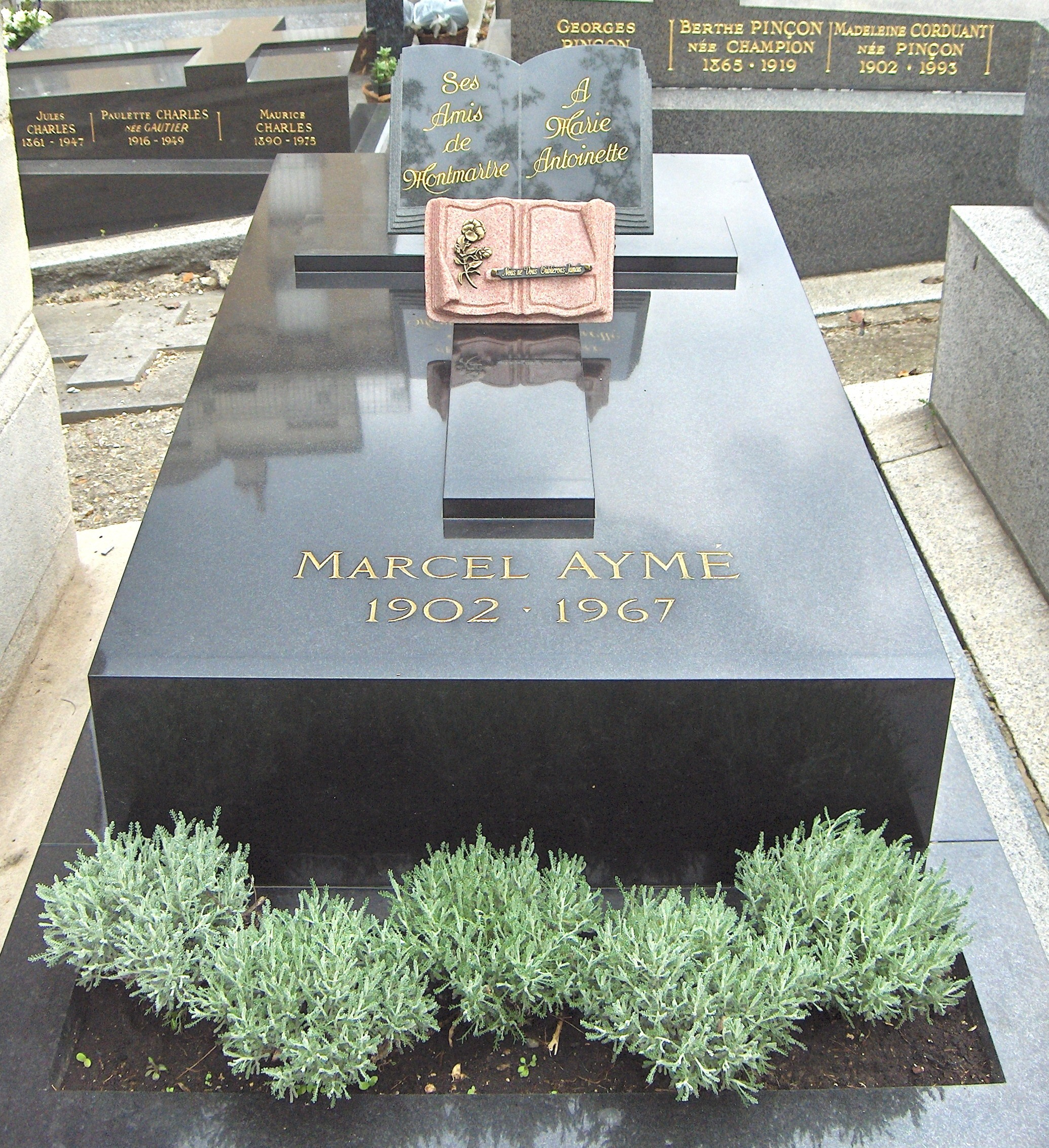
graf van Marcel Aymé

Cimetière d'Auteuil ·
Cimetière des Batignolles ·
Cimetière de Belleville ·
Cimetière de Bercy ·
Cimetière du Calvaire·
Catacomben ·
Cimetière des Innocents ·
Cimetière d'Ivry ·
Cimetière de Montmartre ·
Cimetière du Montparnasse ·
Cimetière Notre-Dame ·
Cimetière de Passy ·
Cimetière du Père-Lachaise ·
Cimetière Saint-Vincent ·
Cimetière de la Villette
Zie ook: Lijst van bezienswaardigheden in Parijs
- Virtual International Authority File: 149276533